# Ghintaras Janusevicius
Gintaras (sau Ghintaras) Januševičius (n. 1985, Moscova) este un pianist lituanian.

## Biografie
Născut în 1985 la Moscova, Gintaras Janusevicius a început studiul pianului încă de la vârsta  4 ani. Printre profesorii săi, se numără Jurgis Bialobzeskis  (1998–2008), Vladimir Krainev (2003–2011), Lazar Berman  (2002–2005) și Bernd Goetzke (din 2011).
A fost distins cu premii sau diplome de finalist la unele dintre cele mai important competiții internaționale de profil, printre care Concursul «M. K. Ciurlionis» din Vilnius, Competițiile Internaționale din Montreal și Tallinn, Pinerolo Piano Competition, Concursul Internațional din Wernigerode sau Concursul organizat de Clubul Rotary din Palma de Mallorca.
A concertat în Lituania, Rusia, Canada, China, Israel, Japonia, Polonia, Estonia, Germania, Franța, Spania, România, Republica Moldova și Irlanda. Printre sălile unde a evoluat, se numără Sala Mare a Conservatorului din Moscova, Palau de la Musica Catalana din Barcelona, Sala Mozart din Zaragoza, Sala Estonia din Tallinn, Auditorio Nacional de Musica din Madrid, Salle Cortot din Paris sau Centrul de Congres din Vilnius. Gintaras Janusevicius a susținut concerte în compania Orchestrelor Simfonice de Stat din Lituania, Orchestrei de Cameră din Lituania, colaborând cu dirijorii Fuat Mansurov, Salvador Brotons, Gintaras Rinkevicius, Juozas Domarkas, Jacques Lacombe, Pavel Berman, Dmitry Liss, Yuli Shtegman, Yuri Alperten, Mihai Agafița sau Modestas Pitrenas.
Pianistul participă frecvent la festivalurile Chopin Piano Festival Duszniki-Zdroj, Dresdner Musikfestspiele, Pazaislis Music Festival, Braunschweiger Classix, Festival Besancon etc. 
În 2003, Gintaras a fost ales «Mica Stea a Anului» în Lituania. În 2005, a câștigat Bursa «Yamaha» și a devenit membru al «Yehudi Menuhin Live Music Now».
Din 2009, Januševičius a predat  cursuri deschise de măestrie în Japonia, China, Brazilia, Elveția, Germania și Regatul Unit, precum și în alte țări. Din 2017, este director artistic si profesor de pian la academia de pian "Feuerwerk" din Einbeck, cât și la festivalul de vară "Klaipeda Piano Masters" din Klaipeda. În anul 2020, s-a alăturat personalului didactic de la Universitatea de Muzică, Teatru si Media din Hanovra. De asemenea, el îndrumă elevi excepțional de talentați în studio-ul său privat din Hanovra.

## Legături interne
1. ↑  CBC Arts (31 mai 2004). „CBC News - Arts - World's best young pianists tickle the ivories in Montreal”. Origin.www.cbc.ca. Accesat în 13 martie 2010.[nefuncțională]
2. ↑  „copie arhivă” (PDF). Arhivat din original (PDF) la 5 octombrie 2011. Accesat în 11 martie 2012.
3. ↑  „Spettacoli: la scuola russa domina a Pinerolo " Dcenza's Weblog”. Dcenza.wordpress.com. Accesat în 13 martie 2010.
4. ↑  „Lithuanian Music Performers Information Center”. Musicperformers.lt. Arhivat din original la 22 iulie 2011. Accesat în 13 martie 2010.
5. ↑  http://www.chopin.festival.pl/http://www.chopin.festival.pl/wp-content/uploads/2011/08/n4_www.pdf%5Bnefuncțională%5D
6. ↑  LMN Hannover, www.livemusicnow-hannover.de